# SV Dinxperlo
SV Dinxperlo was een Nederlandse voormalige amateurvoetbalvereniging uit Dinxperlo.

## Algemeen
De vereniging werd op 10 maart 1922 opgericht. In 2019 fuseerde de club met DZSV tot FC Dinxperlo.

### Ontstaan
Op 10 maart 1922 vond in het feestgebouw van Dinxperlo een vergadering plaats over het oprichten van een nieuwe voetbalvereniging. Dit was noodzakelijk omdat de Duitse voetbalbond Nederlandse spelers verbood om in de Duitse competitie te spelen. Dinxperlose spelers speelden bij de Duitse buren van GSV Süderwick 09. Bij de tweede vergadering werd de contributie en de clubkleuren vastgesteld. Tevens werd besloten een terrein te huren bij Vlaswinkel in Het Beggelder. De eerste wedstrijden werden gespeeld op 26 maart. De eerste wedstrijd tegen DES uit Doetinchem werd met 6-1 verloren. Het tweede team won van TOP Terborg met 3-1. Op 17 oktober 1922 werd een afdeling gymnastiek opgericht. De leiding was in Duitse handen.

### Accommodaties
1922-1924 - terrein de Vlaswinkel
1923-1932 - terrein de Broamheuvel
1932-1937 - terrein het Berkendieksken
1937-1941 - terrein het Beggelder
1941-1979 - terrein 't Gielink
1980-2019 - sportpark 't Welink

## Standaardelftal
Het standaardelftal speelde laatstelijk in het seizoen 2018/19, waar het uitkwam in de Vierde klasse zondag van het KNVB-district Oost.

### Eerste twee titels
De Dinxperlose spelers waren in hun Duitse tijd bij GSV Süderwick gewend aan kampioenschappen. Voor een titel met SV Dinxperlo moest twee seizoenen gewacht worden. In het seizoen 1924/25 kon uit in Etten de titel behaald worden. Na een moeizame eerste helft waarin Etten op voorsprong kwam werd in de tweede helft door middel van een strafschop de zege en het kampioenschap binnen gehaald. Vervolgens moest er een promotiewedstrijd gespeeld worden tegen Grolsche Boys, in die tijd beter bekend als Koningin Wilhelmina. De wedstrijd in Winterswijk eindigde in 1-1 waardoor er een tweede wedstrijd gespeeld moest worden. In Doetinchem verloor SV Dinxperlo met 1-0. Toch mocht SV Dinxperlo het jaar erop in de 1e klasse van de GVB uitkomen. In het seizoen 1930/31 ging de titelstrijd tussen SC Varsseveld, Koningin Wilhelmina en SV Dinxperlo. Na enkele gewonnen wedstrijden tegen deze clubs, ging de titel naar Dinxperlo en speelden zij in het seizoen 1931/32 in de KNVB klasse.

### Zaterdag gaat zelfstandig
Dinxperlo kende een recreatief zaterdagteam maar dat wilde graag dezelfde faciliteiten als het eerste elftal. Daar wilde het bestuur destijds niet aan meewerken waardoor onvrede ontstond binnen de vereniging. Toen ook de verjonging van het eerste elftal in gang was gezet leidde dit tot onvrede bij de oudere spelers. Door de onvrede werd besloten door onder meer oud SVD voorzitter Janssen een zaterdagclub op te richten. Eerst wilde hij dit nog doen binnen SV Dinxperlo maar het bestuur weigerde dit door te verwijzen naar het recreatieve zaterdagteam (dat nog tot 2000 zou blijven bestaan). De KNVB gaf voor een nieuwe vereniging alleen toestemming als het een christelijke vereniging zou zijn. Op 10 maart 1956 werd dan ook de c.s.v. D.Z.S.V. opgericht. Deze club ging eerst in buurtschap De Heurne spelen, later op 't Boesveld en later zaten SV Dinxperlo en DZSV naast elkaar op hetzelfde complex 't Welink.

### Derde titel, 1956/57
Dinxperlo speelde op 't Gielink en won vele wedstrijden in het seizoen 1956/57. Het kampioenschap kon binnengehaald worden bij Ajax Breedenbroek, hetgeen gebeurde met een 1-0 overwinning. Er volgde promotiewedstrijden. Van de vier ploegen, naast Dinxperlo (Achilles) Groesbeek, VV De Bataven uit Gendt en SV Babberich promoveerden er twee naar de derde klasse. De eerste drie wedstrijden leverden vijf punten op en met de twee gelijke spelen uit de laatste drie was dat voldoende voor een tweede plaats achter Groesbeek. Dinxperlo promoveerde en zou voor het eerst in de derde klasse KNVB gaan spelen.

### Vierde titel, 1958/59
Het eerste seizoen in de derde klasse eindigde op de vierde plaats. Het jaar erop werd er weer om het kampioenschap gestreden. De kampioenswedstrijd vond plaats op 't Gielink, waarbij SC Doesburg de tegenstander was. Na een verloren uitduel, eindigde de thuiswedstrijd in 9-2. Wederom volgde promotiewedstrijden, nu tegen onder andere SV Epe en CHRC. De promotiewedstrijden werden met succes afgerond, waarop promotie naar de tweede klasse volgde.

### Vijfde titel, 1960/61
Na een behoorlijk goed eerste jaar in de tweede klasse werd de titel behaald in het tweede jaar in deze klasse. Een tweestrijd met Reünie uit Borculo werd winnend afgesloten. Om promotie naar de eerste klasse af te dwingen moest er in een tweestrijd gewonnen worden van W.A.V.V. uit Wageningen. Op 't Gielink zag het zwart van de toeschouwers. Dinxperlo kwam eerst nog achter maar daarna draaide de machine volop. Dinxperlo liep uit naar 5-1 maar zag in de slotfase WAVV nog terugkomen tot 5-3. In Wageningen kwam Dinxperlo een week later met 1-0 naar achter maar scoorde Elburg uiteindelijk de beslissende gelijkmaker. Dorpsclub Dinxperlo was eersteklasser, het hoogste amateurniveau van Nederland.

### Eerste klasse, 1961-1964
Dinxperlo handhaafde zich in het eerste jaar met enige moeite. Pas in de laatste fase van de competitie werden de benodigde punten binnen gehaald. Het tweede seizoen was het beste met een vijfde plaats als eindresultaat. In het derde jaar ging het uiteindelijk mis. Nadat de start nog uitstekend was met twee zeges kwam daarna de klad erin. Mede vanwege vele blessures, waaronder topscorer Schuurman, kon handhaving in de eerste klasse niet gerealiseerd worden. Het einde van de gouden generatie want na de degradatie stopten een aantal spelers met het spelen in Dinxperlo 1. De volgende lichting was weliswaar talentvol maar was nog niet in staat de kar te trekken of om na de degradatie opnieuw te promoveren. In het laatste jaar maakten de gebroeders Hulshorst en Eduard Schreur hun debuut. Zij zouden later naar De Graafschap vertrekken voor een profloopbaan. Na 1964 handhaafde Dinxperlo zich in de tweede klasse en was het nog een paar keer dicht bij een kampioenschap.

### Gang naar beneden
Na de invoering van de Hoofdklasse ging het bij Dinxperlo mis. Was promotie naar de eerste klasse uitgebleven ondanks een versterkte promotie door de invoering van de Hoofdklasse, degradatie kon daardoor later niet uitblijven. Een aantal spelers moesten stoppen en Schreur vertrok in 1973 naar De Graafschap. De nieuwe lichting kon het niveau van de tweede klasse niet aan en degradeerde in twee seizoen tijd naar de vierde klasse.

### Zesde titel, 1979/80
In een seizoen waarin Dinxperlo niet echt de uitgesproken favoriet was, werd Dinxperlo kampioen van de vierde klasse. Dit in het jaar dat het nieuwe complex op 't Welink in gebruik werd genomen. Na een matige start werd er na de winterstop niet meer verloren. In de slotfase van de competitie werd SDOUC thuis met 2-0 verslagen, waarna in de een na laatste competitie wedstrijd een gelijkspel volstond om RKZVC op drie punten te houden. In Zieuwent bleef de brilstand gehandhaafd. Regelmatig werd de nul gehouden achterin waardoor voorin een doelpuntje voldoende was. In de derde klasse kon met zich het eerste jaar handhaven, maar in het tweede seizoen volgde degradatie.

### Erelijst
kampioen KNVB 2e klasse: 1961
kampioen KNVB 3e klasse: 1959
kampioen KNVB 4e klasse: 1957, 1980, 2016
kampioen KNVB 5e klasse: 2015
kampioen GVB 1e klasse: 1931
kampioen GVB 2e klasse: 1925

### Competitieresultaten 1932–2019
| 3 4D |

| 6 4E |

| 5 4E |

| 6 4E |

| 2 4E |

| 6 4E |

| 5 4E |

| 9 4? |

| 8 I |

| 3 4H |

| 3 4H |

|  |

| 7 4K |

|  |

| 5 4L |

| 6 4I |

| 4 4H |

| 2 4H |

| 8 4H |

| 10 4E |

| 11 4F |

| 4 4F |

| 6 4F |

| 3 4E |

| 2 4E |

| 1 4E |

| 8 3C |

| 1 3C |

| 4 2B |

| 1 2B |

| 9 1D |

| 5 1D |

| 12 1D |

| 5 2B |

| 7 2B |

| 9 2B |

| 6 2B |

| 2 2B |

| 2 2B |

| 3 2B |

| 2 2B |

| 5 2A |

| 10 2A |

| 11 2A |

| 11 3C |

| 4 4C |

| 4 4C |

| 4 4C |

| 1 4C |

| 7 3C |

| 12 3C |

| 3 4C |

| 8 4C |

| 7 4C |

| 7 4C |

| 5 4C |

| 6 4C |

| 3 4C |

| 4 4C |

| 10 4C |

| 5 4C |

| 5 4C |

| 2 4C |

| 12 4C |

| 2 |

| 8 4D |

| 5 4C |

| 6 4C |

| 6 4C |

| 7 4C |

| 5 4C |

| 8 4C |

| 7 4C |

| 6 4C |

| 4 4C |

| 8 4C |

| 8 4C |

| 6 4C |

| 4 4C |

| 9 4C |

| 9 4C |

| 6 4C |

| 11 4C |

| 1 5D |

| 1 4C |

| 12 3C |

| 5 4C |

| 9 4C |

| Eerste klasse | Tweede klasse | Derde klasse | Vierde klasse | Vijfde klasse | Hoofdklasse Geld. VB | Noodcompetitie |

In elke staaf van de grafiek staat van boven naar beneden vermeld: 
- Eindnotering

Dit is de positie die de club heeft bereikt in de competitie, zonder eventuele beslissings-, play-off- of nacompetitiewedstrijden die nodig zijn geweest om bijvoorbeeld de kampioen van de competitie te bepalen.
Indien een * achter het getal staat is de notering een tussenstand en kan het zijn dat de notering niet overeenkomt met de uiteindelijke eindstand van de competitie.
Staat er een - dan is het seizoen nog bezig en is er geen definitieve uitslag bekend.
Staat er xx op de positie van de notering, dan heeft de club vroegtijdig de competitie verlaten. Dit kan onder andere komen door terugtrekking van het team, faillissement van de club of door een uitgedeelde straf van de KNVB. In veel gevallen staat elders in het artikel de reden vermeld.
Staat er een ? dan is het resultaat uit het verleden onbekend, en is alleen de competitie of het niveau bekend van dat seizoen.
In de seizoenen 2019/20 en 2020/21 werd wegens de coronacrisis het amateurvoetbal afgebroken. Daardoor kennen deze staven geen eindklassering (middels -- weergegeven).
- Competitieniveau en afdelingsletter of Officiële eindstand Eredivisie
  - Competitieniveau en afdelingsletter

Hierbij geeft het getal het niveau weer, dat ook terug te vinden is in de legenda. De letter is de afdelingsaanduiding en wordt gebruikt wanneer er meer afdelingen zijn op hetzelfde niveau. De afdelingsletter is altijd een hoofdletter en wordt meestal zonder nummer gebruikt.
Voorbeeld: 2F is niveau 2e klasse competitie F.
Het competitieniveau en nummer wordt niet vermeld wanneer er slechts één competitie van dit niveau was.
  - Officiële eindstand Eredivisie (getal staat tussen haakjes vermeld)

Sinds de introductie van play-offwedstrijden voor Europees voetbal na afloop van de reguliere competitie in 2005/06, is de KNVB verplicht een eindstand van de Eredivisie door te geven aan de UEFA aan de hand van deze play-offwedstrijden.
Bij deze eindstand staan clubs die zich hebben gekwalificeerd voor Europees voetbal hoger dan clubs die zich niet wisten te kwalificeren. Indien er geen verschil was tussen de eindnotering en de officiële eindstand, staat dit getal niet vermeld.

- Onderafdeling

Hier staat afgekort de naam van de onderafdeling indien de club in dat jaar in een onderafdeling uitkwam. Tevens staat deze afkorting in de legenda en wordt gelinkt naar het artikel over deze onderafdeling. Deze afkorting wordt alleen vermeld wanneer de club in het verleden in verschillende onderafdelingen heeft gespeeld. Deze vermelding is in de staaf altijd in kleine letters. Deze onderafdelingen zijn na het seizoen 1995/96 afgeschaft. Heeft de club in slechts één onderafdeling gespeeld, dan is dit alleen terug te vinden in de legenda.
Onder de staaf staat het jaartal vermeld waarin het seizoen is afgesloten. 15 verwijst naar het seizoen 2014/15 of eventueel het seizoen 1914/15.
Wanneer een staaf leeg is, zijn deze gegevens niet bekend. Het kan ook zijn dat de club dat seizoen niet heeft meegespeeld op het hogere amateurniveau, vroegtijdig de competitie heeft verlaten of uit de competitie is gezet.

In het seizoen 1944/45 was er wegens de Tweede Wereldoorlog geen regulier competitievoetbal.